# Michele Torraca
(Matilde Serao)
Michele Torraca (Pietrapertosa, 20 aprile 1840 – Alagna Valsesia, 23 agosto 1906) è stato un giornalista e politico italiano.

## Biografia
Fratello maggiore di Francesco, noto storico della letteratura, si spostò a Matera per frequentare il seminario, in cui militava anche il futuro archeologo Domenico Ridola, e, laureatosi in giurisprudenza, esercitò i mestieri di maestro elementare e notaio. Bisognoso di nuove esperienze, si recò a Napoli, facendo il suo ingresso nel mondo del giornalismo. Repubblicano e ammiratore di Giuseppe Garibaldi, si arruolò nel suo esercito per partecipare alla battaglia di Mentana contro le truppe franco-pontificie (1867).
Ritornato a Napoli, iniziò l'attività giornalistica con il Popolo d’Italia, rappresentante dell'ala mazziniana più oltranzista, per poi passare, su richiesta di Ascanio Branca a Nuova Roma, anch'esso giornale di opposizione ma più moderato. Venne poi chiamato a dirigere La Libertà, fondato da Tommaso Sorrentino, giornale di breve vita fortemente ostile al governo di destra e sospettato di collusioni massoniche, che tuttavia riuscirà ad aprire due inchieste: una sulle condizioni delle carceri napoletane e un'altra, soffocata sul nascere, sulla magistratura.
Con la fine de La Libertà nel 1872, Torraca divenne corrispondente napoletano del Secolo e redattore capo del Pungolo, l'organo di stampa più importante della sinistra parlamentare. Sul Pungolo si distinse con articoli caustici contro il clientelismo e la corruzione, rivolti anche alla sinistra, dalla quale si allontanò progressivamente. I suoi maggiori bersagli erano il ministro Giovanni Nicotera e il sindaco di Napoli Gennaro Sambiase Sanseverino. Le sue denunce al sindaco napoletano costrinsero questi ad allontanarsi dalle istituzioni per molti anni.
In questo periodo pubblica anche un libro, Politica e morale, formato raccogliendo gli articoli pubblicati sul Pungolo, e un pamphlet, I meridionali alla Camera, anch'esso ricco di invettive contro la classe del Mezzogiorno schierata a sinistra. A causa delle sue scottanti rivelazioni, Torraca subisce accuse e minacce, che lo porteranno ad avvicinarsi alla destra, a cui aderirà definitivamente. Nel 1880, su incitamento di Antonio Salandra e Giustino Fortunato, divenne direttore del Diritto, periodico vicino al ministero Cairoli-Depretis.
Dopo la cessione del giornale ad una casa editrice francese, nei primi mesi del 1882 Torraca, assieme a personalità come Sidney Sonnino e Leopoldo Franchetti, fondò una nuova testata: La Rassegna. Ad essa collaborarono anche il fratello Francesco (con lo pseudonimo "Libero") e Matilde Serao, che vi pubblicò il suo romanzo Fantasia. Anche La Rassegna non ebbe lunga vita, sia per le divergenze con gli altri fondatori sia per le critiche che Torraca rivolse allo stesso Depretis ed altri esponenti del suo governo. Tuttavia la sua attività giornalistica non conobbe ostacoli: divenne redattore del Corriere del mattino, direttore de L'Opinione (1888-1896), capo dell'ufficio romano del Corriere della Sera (dal 1896 alla morte), e vice presidente dell’Associazione della Stampa.
Nel frattempo, decise anche di darsi alla politica e, nel 1886, venne eletto deputato per i collegi di Potenza e Matera, divenendo uno dei parlamentari più attivi per circa un ventennio. La sua attività politica fu apprezzata da Ruggero Bonghi, che lo definì «uno degli uomini più intelligenti, più veraci e schietti che prendono parte a questa vita pubblica italiana». Ricoprì diversi ruoli (presidente della Commissione di vigilanza della Biblioteca della Camera, membro della Giunta delle elezioni, consigliere di Stato) e fu relatore di diversi disegni di legge, tra cui la revisione delle liste elettorali e lo sviluppo della sua natia Basilicata, una delle regioni più povere del regno. Con Pietro Lacava e Giustino Fortunato, fu tra i deputati che sollecitarono il primo ministro Giuseppe Zanardelli a compiere un viaggio di ricognizione nella loro regione, che verrà effettuato nel 1903.
Il viaggio di Zanardelli fungerà da base per la legge "Provvedimenti a favore della provincia di Basilicata" approvata nel 1904. Torraca morì accidentalmente due anni dopo, durante una passeggiata in montagna ad Alagna Valsesia (VC), ai confini con la Svizzera, cadendo da una rupe di 200 metri su cui si arrampicò per raccogliere un mazzo di stelle alpine, i suoi fiori preferiti. La sua morte gettò sconforto nel mondo giornalistico e fu omaggiato da diverse testate, simpatizzanti e avverse, come Corriere della Sera, La Tribuna e l'Avanti!, che lo ricordarono per la tenacia e la lealtà mostrata nei suoi articoli.

## Opere
- Politica e Morale (1877)
- I meridionali alla Camera (1879)
- Commemorazione di Marco Minghetti in Perugia (1877)
- Il codice penale e la stampa nei reati di diffamazione (1891)
- Neutralità o alleanze?: ricordi ed osservazioni (1891)